# Henk de Vree
Henk de Vree (Rotterdam, 29 januari 1954) is een Nederlands politicus. Namens de Partij voor de Vrijheid (PVV) was hij van 8 december 2020 tot en met 29 maart 2021, en sinds 6 december 2023 lid van de Tweede Kamer der Staten-Generaal.

## Jeugd en werk
De Vree werd geboren in Rotterdam en groeide daar op in de wijk Overschie. Hij begon in 1972 na een atheneumopleiding aan een rechtenstudie aan de Erasmus Universiteit Rotterdam, maar stopte na twee jaar. De Vree werkte vervolgens bij baggeraar Boskalis in de administratie en de automatisatie. Tussen 1988 en 1992 volgde hij de opleiding bedrijfskundige informatica aan de Hogeschool voor Economische Studies. Tegelijkertijd was hij werkzaam bij Multi Data Technics als systeemontwerper en afdelingsleider.
Sinds 1990 is De Vree een IT-ondernemer. Naast zijn baan was hij in de jaren 2000 voorzitter van een Papendrechtse sportclub en bestuurder van de afdeling Tussen Lek en Merwede van Humanitas, een vereniging voor maatschappelijke dienstverlening.

## Politiek
De Vree sloot zich aan bij de Lijst Pim Fortuyn (LPF) op 6 mei 2002, de dag waarop Pim Fortuyn werd vermoord, en werd kort daarna lid van het partijbestuur van Zuid-Holland. Later dat jaar verliet hij het bestuur en werd hij lid van de afsplitsing Democratisch Platform Nederland. Ook was hij in 2004 woordvoerder van het Actiecomité OZB Nee, dat was opgericht vanwege een aangekondigde verhoging van de onroerendezaakbelasting van 85% in Hardinxveld-Giessendam. Het verzet zorgde ervoor dat de gemeenteraad de verhoging beperkte tot 55%.
Beginnend in maart 2006 zat hij in de gemeenteraad van Hardinxveld-Giessendam, voor de nieuwe Transparante Partij voor Algemeen Belang. Hij pleitte voor het verminderen van overheidssubsidies en werd in 2010 herkozen, toen zijn partij de grootste werd in gemeenteraad. De Vree verliet de gemeenteraad in januari 2011, omdat hij van plan was zich kandidaat te stellen voor de PVV en zijn partij vond dat hij niet meer neutraal zou blijven als hij een tweede partij vertegenwoordigde.

### Provinciale Staten en Tweede Kamer
Sinds maart 2011 is hij voor de PVV lid van de Provinciale Staten van Zuid-Holland, nadat hij als derde op de kandidatenlijst had gestaan. De Vree was voorzitter van de commissie voor verkeer en milieu. Sedert het vertrek uit de Provinciale Staten van Vicky Maeijer in juli 2014 is hij de PVV-fractievoorzitter. De Vree was de lijsttrekker van de PVV bij de Provinciale Statenverkiezingen 2015 en in zijn tweede ambtsperiode bekritiseerde hij uitgaven van belastinggeld door politici. Zo weigerde hij een hotelovernachting bij een uitstapje van de Statenleden en vond hij een zilveren speld ter waarde van €1.000 voor commissaris van de Koning Jaap Smit te duur.
Tijdens de Tweede Kamerverkiezingen 2017 was hij de 24e kandidaat op de lijst van de PVV. Zijn partij ontving twintig zetels en De Vree kreeg 257 voorkeurstemmen, waardoor hij niet verkozen werd. Kort daarvoor was zijn huis beklad met de slogans "Wilders racist", "PVV fascistisch" en "Henk de Vree, stap uit de PVV". De verantwoordelijkheid werd opgeëist door de extreemlinkse groep De Kwade Kwasten. Als fractievoorzitter van de PVV was De Vree verantwoordelijk voor het selecteren van kandidaten voor de lijst voor de gemeenteraadsverkiezingen van 2018 in Zuid-Holland. De partij deed mee in vijf gemeenten vergeleken met één in de voorgaande verkiezingen. In de Provinciale Staten was De Vree tegenstander van een renovatie van het Provinciehuis die ongeveer €50 miljoen zou kosten en wilde hij dat de motorrijtuigenbelasting werd verlaagd.
In 2019 werd hij herkozen, wederom als lijsttrekker. De PVV verloor in de verkiezingen de helft van zijn acht zetels. Tijdens de campagne had hij zich uitgesproken tegen maatregelen om klimaatverandering te beperken. Op 8 december 2020 werd De Vree geïnstalleerd als lid van de Tweede Kamer in een tijdelijke vacature t/m 29 maart 2021 als gevolg van het zwangerschapsverlof van Vicky Maeijer. De Vree was geen lid van een van de commissies van de Tweede Kamer. Hij was de 22e kandidaat van de PVV bij de Tweede Kamerverkiezingen 2021 en zijn partij haalde 17 zetels, waardoor hij afscheid moest nemen van de Kamer. De Vree had 247 voorkeurstemmen ontvangen. De Vree kreeg een vierde ambtstermijn in de Provinciale Staten van Zuid-Holland in maart 2023, wederom bovenaan de kandidatenlijst. De PVV behield haar zetelaantal.
Bij de Tweede Kamerverkiezingen van november 2023 werd hij verkozen tot Tweede Kamerlid, dankzij zijn achttiende plek op de PVV-kandidatenlijst. In zijn portefeuille heeft De Vree financiën met een Europees perspectief: Europese Centrale Bank en de digitale euro. Tevens is De Vree voorzitter van de vaste commissie voor Binnenlandse Zaken.

## Privéleven
De Vree heeft een vrouw en een zoon.